# Сигнал Маунтин (Тенеси)
Сигнал Маунтин (енгл. Signal Mountain) град је у америчкој савезној држави Тенеси.

## Демографија
По попису из 2010. године број становника је 7.554, што је 125 (1,7%) становника више него 2000. године.
| Група             | 2000.         | 2010.         |
| Белци             | 7.263 (97,8%) | 7.268 (96,2%) |
| Афроамериканци    | 16 (0,2%)     | 19 (0,3%)     |
| Азијати           | 26 (0,3%)     | 58 (0,8%)     |
| Хиспаноамериканци | 63 (0,8%)     | 120 (1,6%)    |
| Укупно            | 7.429         | 7.554         |